# Galovec Začretski
 Galovec Začretski falu Horvátországban Krapina-Zagorje megyében. Közigazgatásilag Sveti Križ Začretjéhez tartozik.

## Fekvése
Zágrábtól 33 km-re, községközpontjától 3 km-re északra a Horvát Zagorje területén, az A2-es autópálya mellett fekszik..

## Története
A településnek 1857-ben 144, 1910-ben 207 lakosa volt. Trianonig Varasd vármegye Krapinai járásához tartozott. A településnek 2001-ben 310 lakosa volt.

## Nevezetességei
Termálvíz forrása.

## Külső hivatkozások
Sveti Križ Začretje község hivatalos oldala